# Ташкису

Ташкису (баш. Ташкиҫеү) — река в России, протекает в Стерлибашевском районе Республики Башкортостан. Исток реки находится к северу от деревни Кызыл-Яр Стерлибашевского района Башкортостана. Является левобережным притоком реки Бузат, её устье находится в 7,8 км от устья реки Бузат. Длина реки составляет 10 км.

## Данные водного реестра
По данным государственного водного реестра России относится к Камскому бассейновому округу, водохозяйственный участок реки — Дёма от истока до водомерного поста у деревни Бочкарёва, речной подбассейн реки — Белая. Речной бассейн реки — Кама.
По данным геоинформационной системы водохозяйственного районирования территории РФ, подготовленной Федеральным агентством водных ресурсов: 
- Код водного объекта в государственном водном реестре — 10010201312111100024212
- Код по гидрологической изученности (ГИ) — 111102421
- Код бассейна — 10.01.02.013
- Номер тома по ГИ — 11
- Выпуск по ГИ — 1